# Рокотянская, Юлия Владимировна
Ю́лия Влади́мировна Рокотя́нская (род. 27 июля 1977 года, Рязань, СССР) — российский политик, государственный деятель. Глава муниципального образования город Рязань, председатель Рязанской городской Думы с 21 сентября 2018 года — 17 февраля 2022 года.

## Биография
Родилась 27 июля 1977 года в Рязани.
Окончила среднюю школу № 60.
В 1999 году с отличием окончила Рязанскую государственную сельскохозяйственную академию им. П. А. Костычева по специальности «Экономика и управление аграрным производством».
С 1999 года — очная аспирантка Всероссийского НИИ экономики сельского хозяйства в Москве, экономист, затем научный сотрудник Центра всероссийского мониторинга социально-трудовой сферы села ВНИИ экономики сельского хозяйства.
В 2003 году окончила Межотраслевой институт повышения квалификации и переподготовки руководящих кадров и специалистов Российской экономической академии им. Плеханова. Специализация — «Оценка стоимости предприятий».
В 2003 году защитила диссертацию «Основные направления повышения занятости сельских женщин: На материалах Рязанской области», став кандидатом экономических наук.
С 2004 по 2011 год работала в Рязанском государственном университете имени С. А. Есенина. Прошла путь от старшего преподавателя до заведующей кафедрой учета и аудита.
2011—2012 гг. — Заместитель министра экономического развития и торговли Рязанской области.
2012—2017 гг. — Министр труда и занятости населения Рязанской области.
В 2017 году стала генеральным директором Областного фонда поддержки индивидуального жилищного строительства.
В сентябре 2018 года избрана депутатом Рязанской городской Думы третьего созыва в составе списка Всероссийской политической партии «Единая Россия».
21 сентября 2018 года большинством голосов депутатов избрана главой муниципального образования, председателем Рязанской городской Думы. 17 февраля 2022 года досрочно сложила свои полномочия.
С 24 февраля по 10 ноября 2022 года — Генеральный директор «Фонда социальных проектов региона» (г. Рязань). С ноября 2022 года Помощник управляющего рязанским отделением Банка России по ЦФО.